# Rocher du Vent
Le rocher du Vent est une montagne de France située en Savoie, dans le massif du Mont-Blanc.

## Géographie
Le rocher du Vent est situé dans le nord-est du département de la Savoie, à l'est de Beaufort dans le Beaufortain, au sud-sud-ouest des Contamines-Montjoie dans le val Montjoie et au nord-ouest de Bourg-Saint-Maurice dans la vallée de la Tarentaise. Il constitue le sommet le plus méridional du massif du Mont-Blanc qui s'étend sur une cinquantaine de kilomètres en direction du nord-est. De ce fait, il est entouré par le massif du Beaufortain au nord, à l'ouest et au sud. Le sommet à 2 360 mètres d'altitude forme l'extrémité méridionale d'une crête de 2,3 kilomètres de longueur orientée nord-est-sud-ouest et dont l'extrémité septentrionale est constituée par les roches Merles à 2 497 mètres d'altitude.
Il domine le vallon de la Gittaz avec le hameau de la Gittaz et son refuge (1 660 m) au nord, le lac de la Gittaz (1 565 m) au nord-ouest, le col de Sur Frêtes (1 792 m) à l'ouest, le lac et le barrage de Roselend (1 550 m) au sud-ouest, le Plan de la Lai (1 820 m) au sud et le Cormet de Roselend (1 968 m) au sud-est. Il fait face aux rochers des Enclaves (2 467 m) et à la montagne d'Outray (2 346 m) au nord-ouest, à la roche Parstire (2 109 m) au sud-ouest, à l'aiguille du Grand Fond (2 920 m) au sud, à la pointe de la Terrasse (2 881 m) au sud-est et à la crête des Gittes (2 538 m) au nord-est.
La montagne est composée d'une alternance de couches calcaires et calco-argileuses datant du Jurassique supérieur et présentant un pendage vers le sud-est. Ce crêt présente une face sud-est constituée d'alpages tandis que sa face sud-ouest et son ubac sont en partie constitués d'une succession de barres rocheuses correspondant à l'affleurement des différentes couches calcaires. Le sommet en lui-même est constitué d'une masse de calcaire tithonique découpée en plusieurs blocs ruiniformes dont le plus important au sud-est forme un paquet tassé. Un tunnel non carrossable traverse l'extrémité méridionale de cette masse rocheuse et permet de gagner un sentier faisant le tour du sommet.

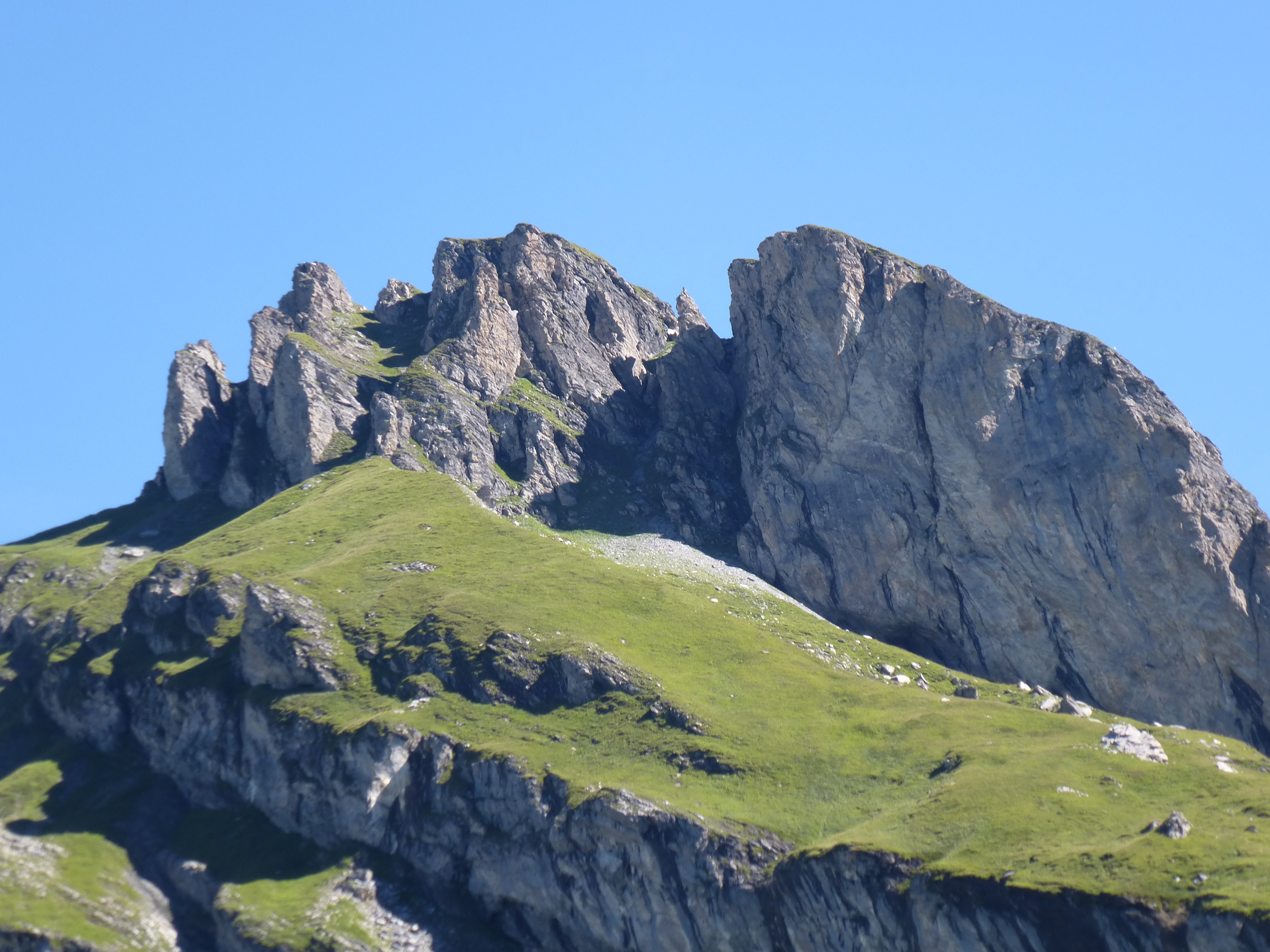
Le sommet du rocher du Vent vu depuis le sud.
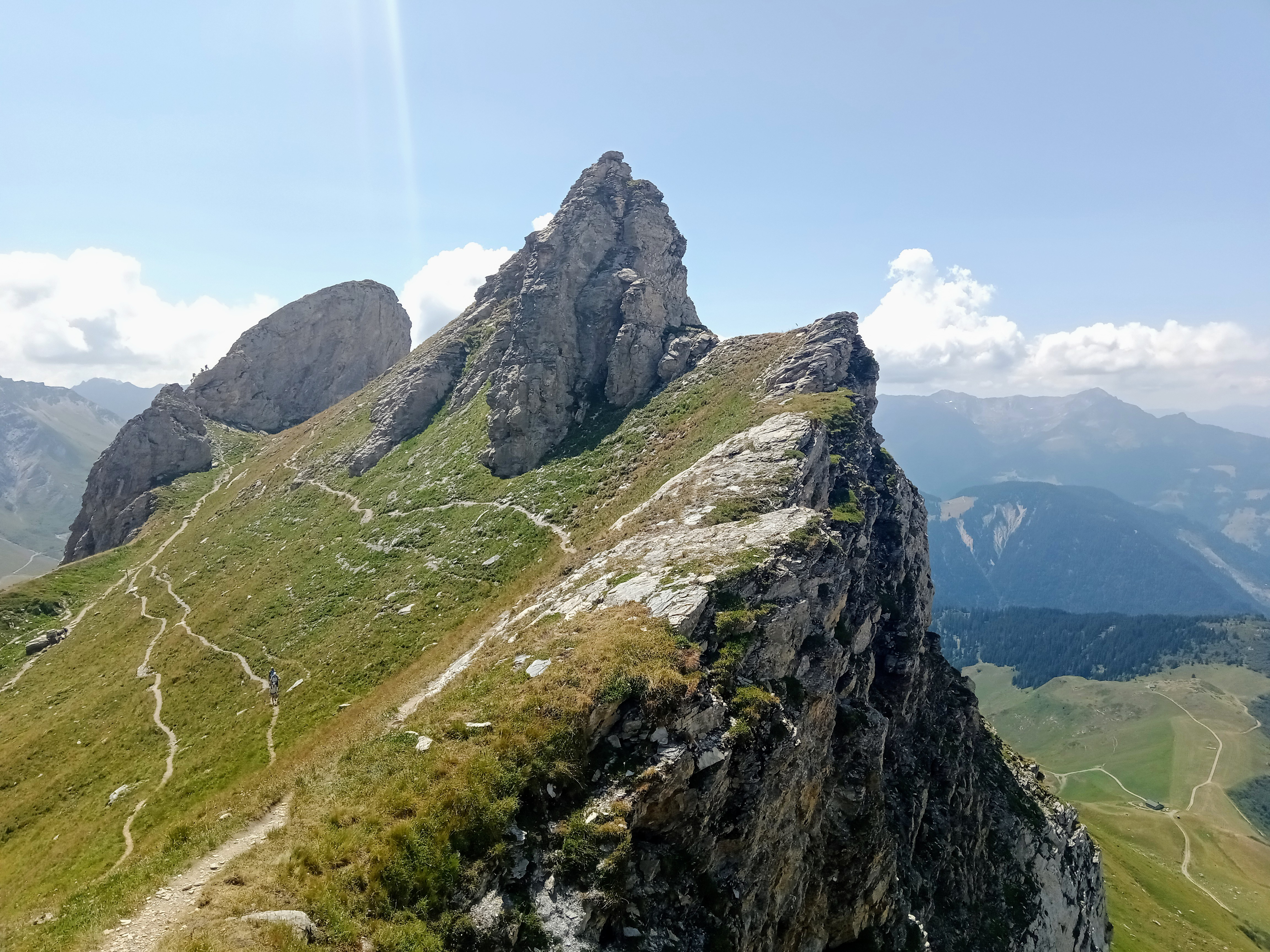
La zone sommitale du rocher du Vent depuis la crête au nord-est.
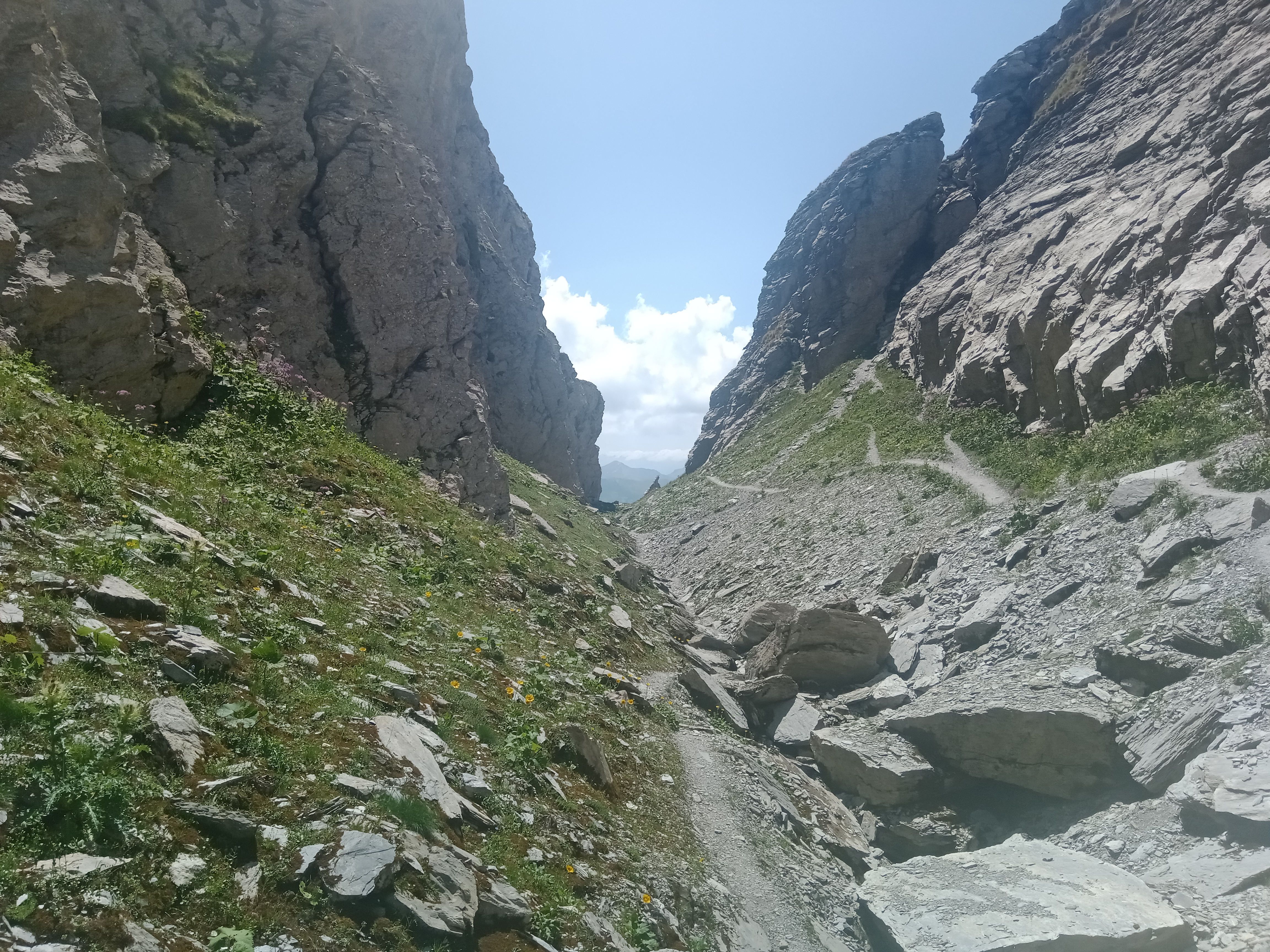
Le « canyon » du rocher du Vent.
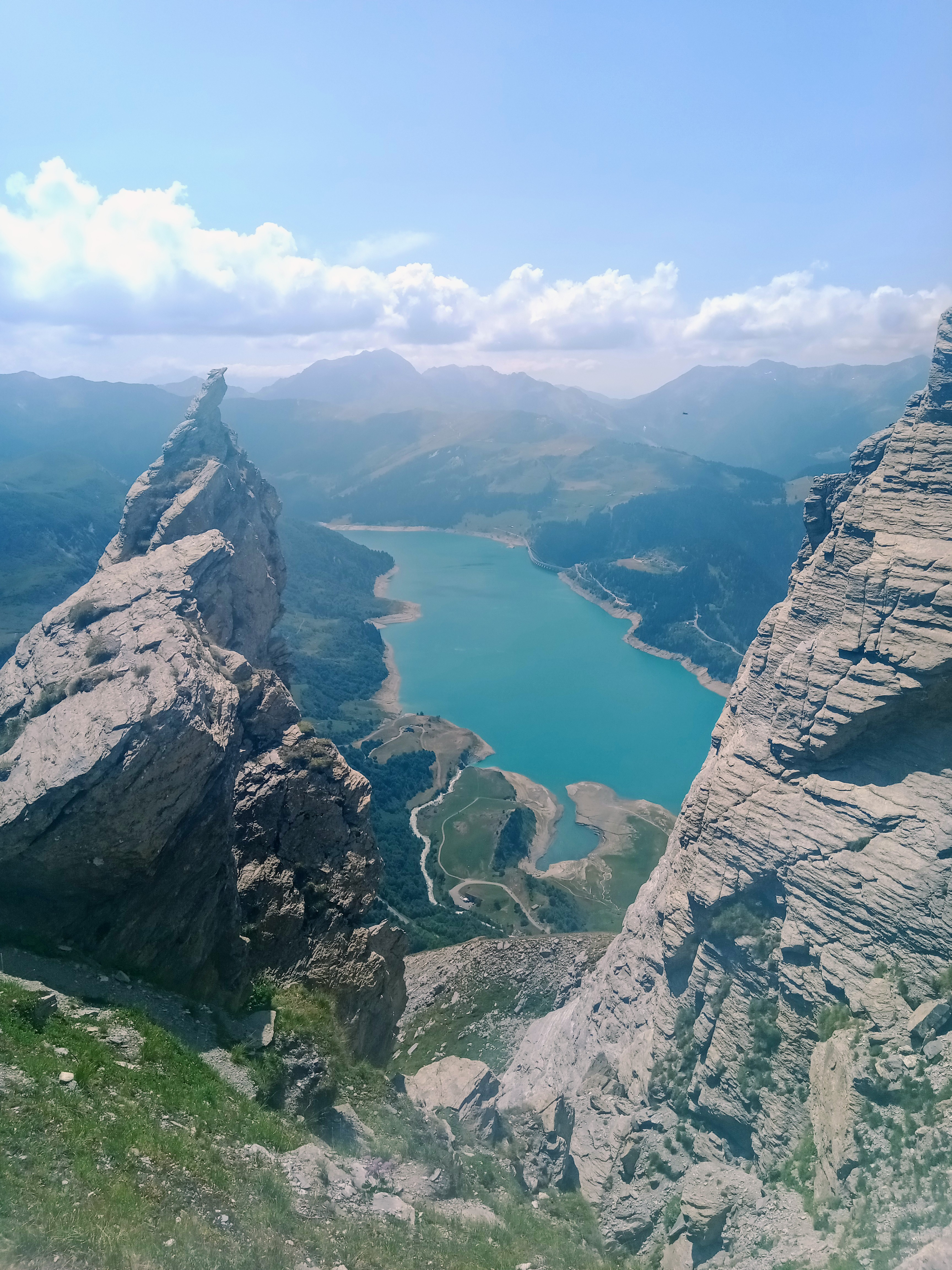
Le lac de Roselend vu depuis le sommet.

## Histoire

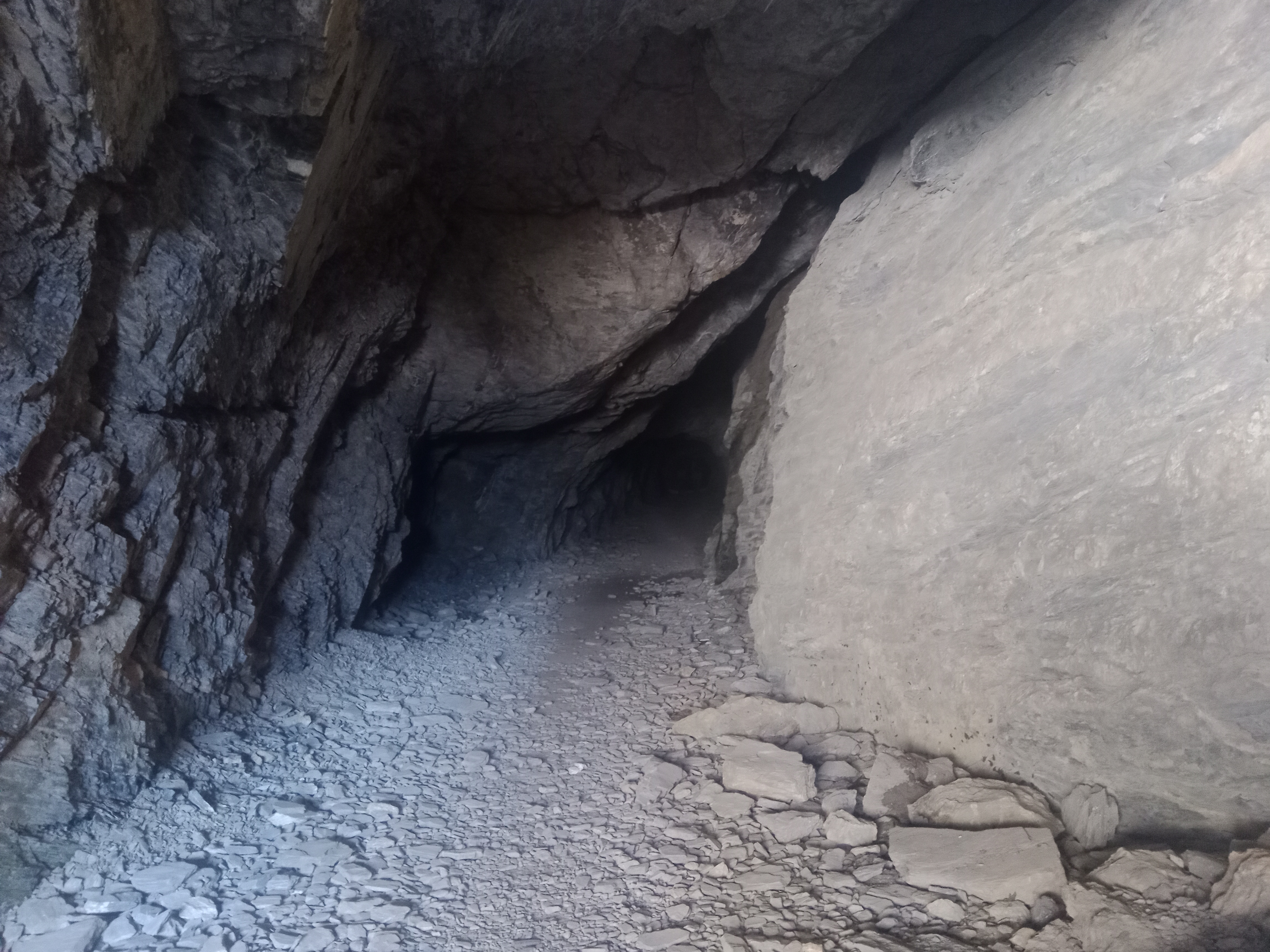
Le tunnel percé au sommet.

En 1936, dans le cadre de la création de la route nationale 202 dite « route des Grandes Alpes » entre Évian-les-Bains et Menton via les Alpes, un tunnel est percé à environ 2 200 mètres d'altitude dans le rocher du Vent par des ouvriers espagnols fuyant le franquisme. Cependant, le projet routier est abandonné et le tunnel d'environ 200 mètres de longueur reste inachevé depuis.
Dans les années 1950 et 1960, dans le cadre des travaux d'aménagement hydrauliques de la Haute-Tarentaise et du Beaufortain, une conduite forcée reliant les captages de la Haute-tarentaise aux lacs de barrage de Roselend et de la Gittaz via les Chapieux est percée à travers le rocher du Vent.

## Activités

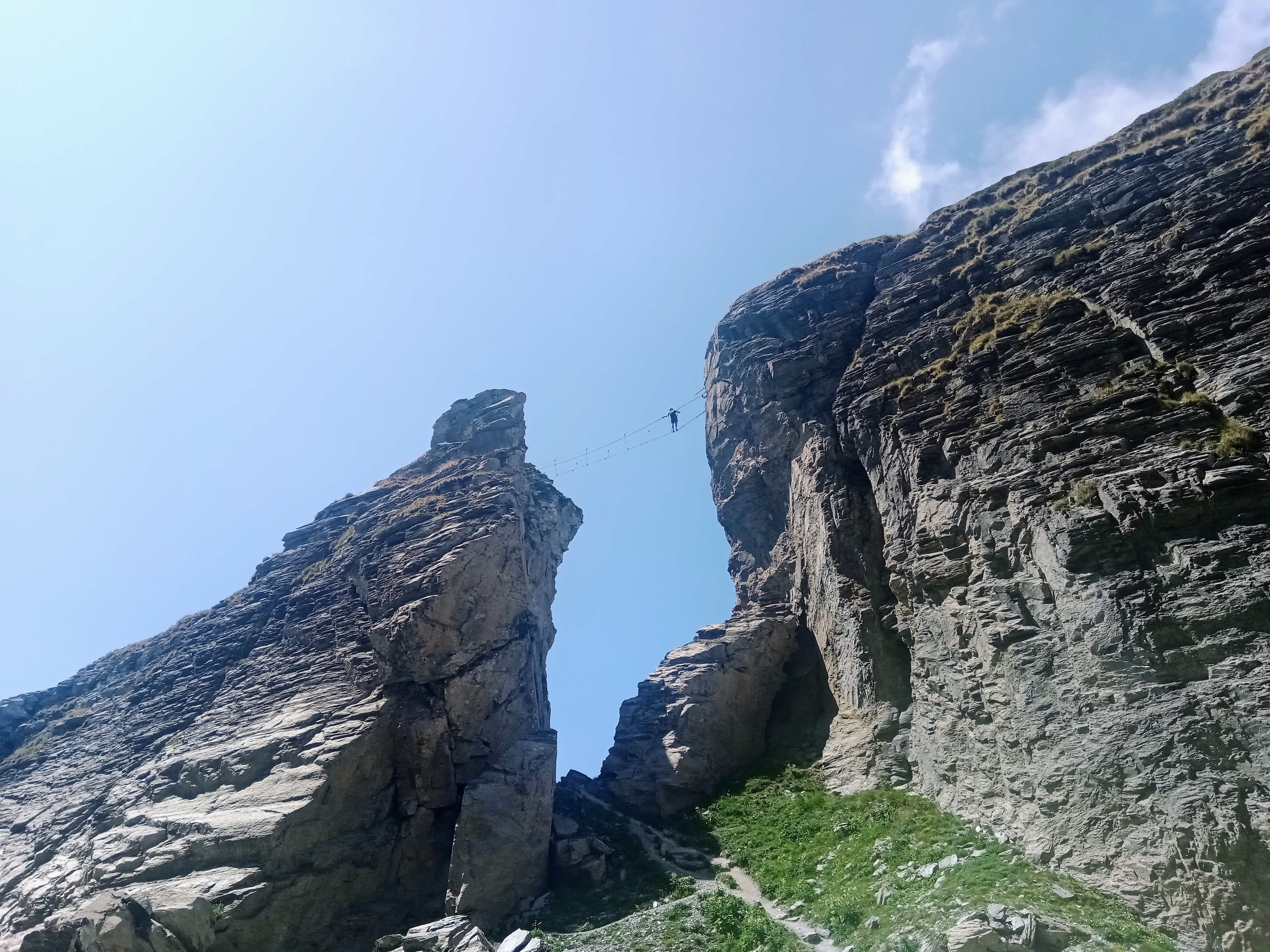
Pont de singe de la via ferrata.

L'ascension du rocher du Vent peut se réaliser par son adret depuis le Plan de la Lai au sud ou le Cormet de Roselend au sud-est ou par son ubac depuis le col de Sur Frêtes à l'ouest. La montagne peut également être rejointe depuis le secteur du col du Bonhomme et du refuge de la Croix du Bonhomme via la crête des Gittes et le col de la Sauce au nord-est. Le GR 5 et une variante du GRP Tour du Beaufortain passent sur l'adret du rocher du Vent entre le col de la Sauce et le plan de la Lai. Si la zone sommitale est aisément accessible au randonneur, son sommet en lui-même ne peut être rejoint que par un passage d'escalade ou par la via ferrata.
La physionomie du sommet de la montagne est propice à la pratique de la via ferrata avec notamment des ponts de singe entre certains des blocs rocheux, de la slackline et de l'escalade.